# Метроидвејнија
Метроидвејнија  (енгл. Metroidvania) jе поджанр од акционо-авантуристичких видео игара . Израз је портманто из играних серија Меtroid и Castlevania . Метроидвејније игре користе дизајн и механику које су сличне играма из ове две серије. Специфично, термин је изведен из Castlevania под насловом Castlevania: Symphony of the Night и многих игара у франшизi која долазе после ње, којe се генерално сматрају да садрже одређене аспекте од гејмплеја које су упоредиве са онима из Меtroid серије игара. Као такав, израз се користи за призивање концепата и механике играња сличних као овима из ове две серије. Кoџи Игараши, помоћник режисера за Castlevania: Symphony of the Night, заслужан је за успостављање кључних принципа Метроидвејније кроз рад на другим Castlevania играма . 
Метроидвејније игре обично садрже велику међусобно повезану мапу света коју играч може истражити, мада је приступ деловима света често ограничен помоћу врата или другим препрекама које се једино могу прећи тек кад играч стекне посебне предмете, алате, оружје или способности у игри. Добијање таквих побољшања такође може помоћи играчу у победи са тежим непријатељима и у проналажењу пречица и тајних подручја и често укључује враћање (назад) по мапи. Кроз ово, Метроидвејније игре укључују чвршћу интеграцију приче и дизајн нивоа, пажљив дизајн нивоа и контрола ликова како би се подстакло истраживање и експериментисање и начин да играч постане више уложен у свог лика. Метроидвејније игре су обично  side scrolling платформе, али може да садржи и друге врсте жанрова. Иако је популаризован на конзолама током 1990-их, жанр је доживео препород од 2000-их услед низа критичкo нахваљених, независно развијених игара . 

## Историја
Иако није прва игра такве врсте, Меtroid (1986, Нинтендо ентертејнмент систем) се генерално сматра најутицајнијом игром у жанру Метроидваније.  Нинтендов циљ за наслов био је креирање нелинеарне авантуристичке игре која би га издвојила од тадашњих других игара, захтевајући од играча да се врати уназад док истовремено пружа трајна појачања за разлику од осталих авантуристичких игара које нуде само појачања са привременим ефектима.  Серија је била популарна и будући наслови су усавршили истраживачки приступ док су додавали више елемената приче као што је Super Metroid (1994, Супер нинтендо ентертејнмент систем ). 
За то време, готичка хорор-тематска платформска серија Castlevania је добијала популарнос. Оригинална Castlevania (1986, НЕС) је имала дискретне нивое које је играч довршио на секвенцијални начин. Његови наставци су Vampire Killer (1986, МSX )   и Castlevania II: Simon's Quest (1987, НЕС) који је експериментисао са нелинеарним авантуристичким игром,   пре него што се серија вратила више линеарном стилу од оригиналне Castlevania . Водитељ серије Коџи Игараши је открио, док су наставили са продукцијом наставака како би се обрадовали обожаватеље серије, искусни играчи су тркали кроз нивое, док су се нови играчи мучили са неким областима.  Да би покушао да направи наслов који ће бити шире цењен кроз нивое игре и продужити време играња наслова, Игараши и остали у његовом тиму су гледали идеје које су коришћене у серији Легенда о Зелди и то пренели у развој Castlevania: Symphony of the Night (1997, ПлаyСтатион); такве идеје су укључивале велики отворен свет за истраживање, потребa за набавком кључних предмета како би ушли у одређена подручја и способност да побољшају лика као што би неко то и урадио у конзолираним игре (са улогама).  Промена се доказала популарном код играча, а наредне игре у серији би наследиле ову формулу.  Са издањима Super Metroid и Castlevania: Symphony of the Night, формула представљена у овим играма формираће основу онога што се данас сматра Метроидвејнијом. Castlevania: Symphony of the Night је такође постала критичkи и финансијски успех током времена, утврдивши да је постојала жеља играча за играма у Метроидвејнија стилу. 
Док су обе серије наставиле да развијају наслове у овом формату, концепт Метроидвејније је почео да добије више пажње када су друге стране почеле да развијају игре у истом стилу.   Cave Story (2004, Мајкрософт Виндоус) је развијен од Daisuke Амаyа као омажа Metroid - у и другим класичним играма; игра је била критички похваљена, показујући опсег онога што једна особа може да уради и истакла је поново игре као што су Castlevania и Metroid и oживела је 2Д платформерски жанр као одржив формат за инди игре.  Shadow Complex (2009, Xбоx 360) од компаније Chair Entertainment je развијен на основу премисе да је Super Metroid "врхунац дизајна 2Д игара". Игра је добила врло позитивне критике и остаје један од најпродаванијих наслова за преузимање на Xбоx 360 сервису. Због оваквих игара, жанр метроидвејнија је почео да се развија уједно од стране познатих компанија и од стране програмера независних игара. 
Иако се данас реч "метроидвејнија" обично користи за описивање игара у овом жанру, или за игре које имају елементе овог жанра, порекло термина је нејасно; Игараши напомиње да није сковао фразу, премда је захвалан на проналаску израза.  Игараши је напоменуо да је за Symphony of the Night циљ био истраживање које је било врло блиском Зелда приступу, али с природом бочног померања, био је више упоређен са Metroid и верује да је на тај начин настао портмантеау.   Сличан портмантеау „Castleroid“ се понекад користи и за описивање овог жанра. Новинар видео игара Џереми Париш, који управља веб страницом Metroidvania.com која је покушала да буде каталог свим познатим играма метроидвејније,  признаје да је помогао у популаризацији израза, али га је научио од свог бившег сарадника на 1UP.cом, Scott Sharkey, који је користио тај термин да опише игре из серије Castlevania које су усвојиле неке елементе из Metroid серије. 

## Концепти играња
Израз 'Метроидвејнија" се најчешће користи као референца на платформску игру која садржи јединствену велику, међусобно повезану мапу, углавном са дискретним собама или секцијама. Нису сва подручја ове мапе доступна на почетку, јер често захтева од играча да набави неки предмет (попут оружја или кључа) или нову способност за лика како би уклонио неку препреку која блокира пут према напред. Често, "шефовски" непријатељ(и) чува такве предмете, што представља изазове вођене причама током целе игре. Мапе су нелинеарне и често захтевају од играча да током игре прескаче карту више пута. Слабија чудовишта ће  "живети" у осталим деловима нивоа и поново ће се појавити када играч поново уђе у те просторије и често могу бити поражени како би наш лик добио здравље, муницију или искуствене поене . 
Веће игре обично садрже тачке чувања игре, као и могућност брзог транспорта играча између одређених соба на супротним странама карте, елиминирајући заморно одвлачење у каснијим деловима игре. Приступ новим способностима такође може отворити пречице које смањују време путовања, као и открити тајне које помажу да се побољшају способности лика. На пример, стицање способности двоструког скока или скок на зидовима може дати играчима већу покретљивост, док добијање способности трансформације у мањи објекат допушта играчу да клизи кроз уске ходнике. Као такав, жанр се фокусира на истраживање велике мапе света и унапређење способности лика током времена. Због овог опсега, метроидвејније се понекад реферишу као „платформске авантуристичке игре“. 
Метроидвејнија је углавном повезана са нивоима / мапама игре који су приказани као дводимензионални бочни клизачи, при чему се лик играча креће улево, удесно, горе-доле кроз ниво. Ове игре се обично приказују помоћу дводимензионалне графике, али могу укључивати 2.5Д игре са 3Д графичким моторима, али ограничавају кретање играча на две димензије, попут горе поменутог Shadow Complex . Концепти истраживања и развоја карактера метроидвејније се могу користити и у другим жанровима, мада се те игре обично не категоришу као метроидвејније.  На пример, трилогија Metroid Prime је first-person авантура која се заснива на истом стилу истраживачке игре као и Metroid. Dark Souls је third-person акциона игра (са улогама) која се сматра метроидвејнија која садржи "меке браве" - препреке у облику шефовских ликова које их је тешко, али не немогуће, победити када лик почне да се бори против њих, а постају много лакши поразити повећаним искуством и способностима.  Third-person акциона/борилачка Batman: Аrkham серија такође користи сличне концепте као метроидвејнија, при чему Бетмен прикупља нове алатке за приступ новим областима. 2017 Prey је развијен као first-person перспективна очаравајућа симулативна игра, али користећи концепте метроидвејније стила за дизајн нивоа, од играча се захтева да више пута пређе простор како би добили додатне алате и способности. 
Игараши је описао оно што он верује да су кључни елементи у жанру. Они укључују дизајнирање мапа које подстичу истраживање, али које и даље воде играча на главном путу кроз игру и пружање начина на којима играч може бити свестан где се налази у свету игре у сваком тренутку. Ово се може постићи графичким темама кроз свет игре, визуелно јединствене прекретнице на кључној тачки игре, целокупној мапи и са екраном са информацијама о статусу играча и начинима брзог кретања по мапи.  Russ Frushtick из Polygon је уочио да многе модерне метроидвејније не само да имају ове квалитете, већ проналазе и начин да испричају причу кроз светска окружења без нужног ослањања на међусцене или дијалоге. 
У видео-дискусији 1UP.cоm између Parisch-а, Sharkley-ја и Chris Kohler из Wired- а 2007. године, њих троје су расправљали о неким старијим играма које су имале елементе повезане са Метроидвејнијама, али се оне неће сматрати истинским Метроидвејнијама, укључујући игре попут Castlevania II:Simon's Quest (1987), Legacy of the Wizard (1987), Adventure Island IV(1994). Они тврде да су такве игре, иако су имале 2Д платформску игру и напредне системе засноване на power-up систему, недостајале им је добар дизајн нивоа, које у то време није био добро рафиниран у индустрији и пружао је мало или никаквих информација које се преносе играчу као помоћ да би знали где даље да иду, на пример са криптичним траговима из Simon's Quest . Њих тројица су се такође сложили да је, како су игре прелазиле са 2Д на 3Д, право значење "метроидвејније" постало разблажено, јер 3Д базиране игре могу сакрити аспекте метроидвејније. 

## Анализа
Наводи се да је популарност метроидвејније жанра везана за лакоћом са којом се платформерске игре могу научити и савладати, док играчу дају лика који може да расте током игре.  Многи програмери од независних метроидвејнија наслова навели су истраживање као кључни елемент жанра који привлачи играче, радећи на природним људским инстинктима за истраживањем и дајући играчима осећај открића и самоконтроле током игре. Donald Mustard из Chair Entertainment-а, један од твораца Shadow Complex-а, изјавио је да добра метроидвејнија помаже играчу да дође до богојављења које им омогућавају да напредују у игри, описујући пример ограде која је у почетку превисока да би се достигла и како играч стиче способности, откриће како сами могу да дођу до те ограде. 
Са становишта програмера, метроидвејнија жанр пружа користи програмеру. Жанр подстиче чврсту повезаност између дизајна нивоа и приче и може дати програмерима могућности да створе очарани свет за играње.  Дизајн нивоа таквих игара такође може бити изазован да би обезбедили да је изазов за играче фер и пријатан, а постизање тог циља може се видети као успех за програмере. Thomas Mahler из Moon Studios, који је развио Ori and the Blind Forest, рекао је да је за метроидвејнију важно дизајнирати кохезивни свет са памтљивим подешавањима, пошто „памћење нивоа од стране играча је kључан део основног дизајна“. 